# Decay
The Decay è stata una stable di wrestling attiva nella Total Nonstop Action tra il 2016 e il 2017, formata da Abyss, Crazzy Steve e Rosemary, manager del duo.

## Storia
Nell'episodio di Impact del 26 gennaio 2016 Abyss, Crazzy Steve e Rosemary attaccarono The Wolves, i detentori dei TNA World Tag Team Championship rubandogli le cinture e formando la Decay e nella puntata del 9 febbraio, la Decay sfidò i Beer Money, Inc. ed i Wolves ad un hardcore Monster's Ball match che fu vinto da loro stessi.

Nel tour Maximum Impact 8 della federazione, la Decay iniziò una faida contro il wrestler Jimmy Havoc e dopo che quest'ultimo aveva cercato di interferire fra Rosemary e gli altri due membri del gruppo perché Havoc aveva affermato di avere dei "conti in sospeso" con la valletta. 
Il 19 marzo ad Impact Wrestling Decay sconfigge i campioni di coppia Beer Money, Inc. conquistando per la prima volta i titoli TNA World Tag Team Championships.

## Nel wrestling

### Mosse finali
- Abyss
  - Black Hole Slam (Swinging side slam)
- Crazzy Steve
  - Centralizer (Rolling cutter)
- Rosemary
  - Red Wedding (Fireman's carry facebuster)

### Musiche d'ingresso
- The Nobodies di Marilyn Manson (26 gennaio 2016–11 maggio 2017)

## Titoli e riconoscimenti
- TNA World Tag Team Championship (1) – Abyss e Crazzy Steve
- TNA Knockout's Championship (1) – Rosemary